# Claude Ropartz
 (novembre 2018).
Si vous disposez d'ouvrages ou d'articles de référence ou si vous connaissez des sites web de qualité traitant du thème abordé ici, merci de compléter l'article en donnant les références utiles à sa vérifiabilité et en les liant à la section « Notes et références ».
Claude Ropartz, né le 29 mai 1929 à Paris et mort le 31 janvier 2000 à Équemauville, est un médecin, qui a été de nombreuses années directeur du Centre départemental de transfusion sanguine de Rouen.
Dans ce centre il a travaillé avec son équipe sur la structure, l'allotypie, l'isotypie et l'idiotypie des immunoglobulines. Appliquant la technique de Grubb et Laurell (découvreurs du système Gm en 1956), il a découvert en 1961 le système Inv, maintenant appelé Km, porté par les chaînes légères Kappa.
Il a créé et dirigé un laboratoire de l'INSERM orienté vers la génétique et l'immunologie, ainsi qu'un laboratoire de référence de l'OMS pour les immunoglobulines. Ont également été étudiés dans ce Centre les allotypes de l'albumine, de l'α1-antitrypsine ou système Pi.
À la suite de ses travaux, et de ses nombreuses publications, il fut nommé Professeur de génétique et d'immunologie à l'Université de Rouen.
Il a contribué au développement de la transfusion sanguine française, et a créé l’Association pour le Développement de la Transfusion Sanguine (ADTS). Il a également cosigné un article remarquable avec Salmon, Huguenard e.a., avertissant le monde médical sur certains dangers de la transfusion de sang total. Dans Le Concours médical n° 14 du 1er avril 1972 (p. 2597-2605) il déclare  que « Chaque transfusion est, sur le plan immunitaire, une greffe rejetée [...] et même une bombe à retardement dans certains cas »[réf. nécessaire]. En fait, en 1972, cela concernait probablement le problème immunologique des multitransfusés (apparition d'anticorps divers, anti-érythrocytaires, anti-HLA, anti-HPA, anti-allotypes d'immunoglobulines, anti-..., dont on craignait les possibles implications à terme, en cas de transfusion ou greffe) et non pas un problème de transmission virale (voir Affaire du sang contaminé des années 1980).